# Szépkilátás megállóhely
Szépkilátás megállóhely (Pekná Vyhliadka) vasúti megállóhely Ótátrafüredhez közel az Eperjesi kerületben Szlovákiában. A Ótátrafüred–Tátralomnic szárnyvonal (184) egyik állomása. Az állomás jelenleg a Železnice Slovenskej republiky (ŽSR) tulajdonában van, a Železničná spoločnosť Slovensko a.s. üzemelteti.

## Fekvése
Az állomás Ótátrafüredtől 1 km-re keletre fekszik.

## Kapcsolódó állomások
A vasútállomáshoz az alábbi állomások vannak a legközelebb:
- Felsőtátrafüred megállóhely (Tátralomnic vasútállomás, Starý Smokovec – Tatranská Lomnica railway line)
- Ótátrafüred vasútállomás (Ótátrafüred vasútállomás, Starý Smokovec – Tatranská Lomnica railway line)

## Vasútvonalak
Az állomást az alábbi vasútvonalak érintik:
- 184 Ótátrafüred–Tátralomnic szárnyvonal (Tátrai villamosvasút)